# Huanggainao Shuiku
Huanggainao Shuiku (kinesiska: 黄盖淖水库) är en reservoar i Kina. Den ligger i provinsen Hebei, i den norra delen av landet, omkring 210 kilometer nordväst om huvudstaden Peking. Huanggainao Shuiku ligger 1 341 meter över havet. Arean är 6,3 kvadratkilometer. Trakten runt Huanggainao Shuiku består i huvudsak av gräsmarker. Den sträcker sig 2,8 kilometer i nord-sydlig riktning, och 3,4 kilometer i öst-västlig riktning.
Genomsnittlig årsnederbörd är 555 millimeter. Den regnigaste månaden är juli, med i genomsnitt 158 mm nederbörd, och den torraste är december, med 3 mm nederbörd.